# 相澤ピーターコアミ
相澤 ピーターコアミ（あいざわ ピーターコアミ、2001年1月20日 - ）は、東京都出身のサッカー選手。ポジションはGK。

## 来歴
東京都出身。ガーナ人の父を持つ。小中を通してポジションはFWであり、日本文理高校進学後も当初はFWとしてプレーしていた。高校1年の冬からスタッフの勧めで本格的にGKへ転向し、2年生では第96回全国高校サッカー選手権などで活躍。SBS杯に出場するU-18日本代表にも選出された。2019年にジェフユナイテッド市原・千葉へ加入。しかし8月、左膝軟骨損傷により手術し全治約5か月であることが発表された。2021年12月、千葉を契約満了となることが発表された。その後、12月9日のJリーグ合同トライアウトへ参加したが、この時の接触プレーにより頭を強打。救急搬送され、中心性脊髄損傷（全治未定）の診断を受けた。
2022年1月12日、千葉は公式ツイッターを通じて同選手は退院し、体を動かせる状態に回復したと報告。
同年3月17日にJFLのラインメール青森に移籍したことが発表された。しかし出場機会はなかった。
2023年、ヴァンラーレ八戸に完全移籍。しかし、契約満了が発表された。
2024年、JFLに復帰した栃木シティFCに移籍。26試合に出場してクラブのリーグ優勝・J3昇格に貢献し、JFLのベストイレブンに選出された。
2025年2月15日、J3リーグ第1節、SC相模原戦にて先発出場。Jリーグデビューとなった。

## 所属クラブ
- 7FC福生（福生市立福生第五小学校）
- AZ’86東京青梅（瑞穂町立瑞穂第二中学校）
- 日本文理高校
- 2019年 - 2021年  ジェフユナイテッド市原・千葉
- 2022年3月 - 12月  ラインメール青森
- 2023年  ヴァンラーレ八戸
- 2024年 -  栃木シティFC

## 個人成績
| 国内大会個人成績 | 国内大会個人成績 | 国内大会個人成績 | 国内大会個人成績 | 国内大会個人成績 | 国内大会個人成績 | 国内大会個人成績 | 国内大会個人成績 | 国内大会個人成績 | 国内大会個人成績 | 国内大会個人成績 | 国内大会個人成績 |
| 年度             | クラブ           | 背番号           | リーグ           | リーグ戦         | リーグ戦         | リーグ杯         | リーグ杯         | オープン杯       | オープン杯       | 期間通算         | 期間通算         |
| 年度             | クラブ           | 背番号           | リーグ           | 出場             | 得点             | 出場             | 得点             | 出場             | 得点             | 出場             | 得点             |
| 日本             | 日本             | 日本             | 日本             | リーグ戦         | リーグ戦         | リーグ杯         | リーグ杯         | 天皇杯           | 天皇杯           | 期間通算         | 期間通算         |
| ---------------- | ---------------- | ---------------- | ---------------- | ---------------- | ---------------- | ---------------- | ---------------- | ---------------- | ---------------- | ---------------- | ---------------- |
| 2019             | 千葉             | 30               | J2               | 0                | 0                | -                | -                | 0                | 0                | 0                | 0                |
| 2020             | 千葉             | 30               | J2               | 0                | 0                | -                | -                | -                | -                | 0                | 0                |
| 2021             | 千葉             | 30               | J2               | 0                | 0                | -                | -                | 0                | 0                | 0                | 0                |
| 2022             | 青森             | 21               | JFL              | 0                | 0                | -                | -                | -                | -                | 0                | 0                |
| 2023             | 八戸             | 1                | J3               | 0                | 0                | -                | -                | 0                | 0                | 0                | 0                |
| 2024             | 栃木C            | 31               | JFL              | 26               | 0                | -                | -                | 2                | 0                | 28               | 0                |
| 2025             | 栃木C            | 31               | J3               |                  |                  |                  |                  |                  |                  |                  | 0                |
| 通算             | 日本             | 日本             | J2               | 0                | 0                | -                | -                | 0                | 0                | 0                | 0                |
| 通算             | 日本             | 日本             | J3               | 0                | 0                | -                | -                | 0                | 0                | 0                | 0                |
| 通算             | 日本             | 日本             | JFL              | 26               | 0                | -                | -                | 2                | 0                | 28               | 0                |
| 総通算           | 総通算           | 総通算           | 総通算           | 26               | 0                | -                | -                | 2                | 0                | 28               | 0                |

出場歴
- Jリーグ初出場 2025年2月15日 J3第1節 SC相模原戦（CITY FOOTBALL STATION）

## 代表歴
- U-18日本代表
  - SBSカップ 国際ユースサッカー（2018年）

## タイトル
チーム
- 栃木シティFC
  - JFL（2024年）

個人
- JFLベストイレブン:1回（2024年）